# VEF I-15
VEF I-15 — одномоторный одноместный учебно-боевой самолёт конструкции авиаконструктора латвийского происхождения Карлиса Ирбитиса. Всего было изготовлено два экземпляра. Производство организовали в авиационном цеху (латыш. VEF aviobūves cehs) завода VEF в 1939 году. Самолёты использовались в ВВС Латвии.

## Разработка и дизайн
В 1938 году латвийский авиаконструктор Карлис Ирбитис, приступил к проектированию одноместного учебно-боевого самолёта I-15. Самолёт проектировался на базе самолёта VEF I-14 как одноместный, однодвигательный поршневой низкоплан цельнодеревянной конструкции. На самолёте был установлен британский двигатель воздушного охлаждения De Havilland Gipsy Six. Шасси самолёта было трёхопорным, состоящим из двух основных стоек и одной хвостовой. В апреле 1939 года первый прототип I-15A с двигателем Gypsy Six I мощностью 200 л. с. (149 кВт) и двухлопастным деревянным винтом фиксированного шага совершил первый полет. Второй прототип I-15B, был оснащён двигателем Gypsy Six II мощностью 220 л. с. (167 кВт), приводившим в движение винт изменяемого шага. I-15B был также вооружён одним синхронизированным с вращением винта пулемётом, что значительно улучшило его боевые характеристики. Два прототипа I-15A и I-15B были переданы ВВС Латвии для использования в качестве учебно-боевых тренировочных самолётов. Позже, ещё два самолёта, получившие обозначение I-15BIS и оснащённые двигателями Hispano-Suiza 6 Mb, были заказаны ВВС Латвии. Однако работы по I-15 были прекращены в 1940 году, когда успешно прошёл испытания более совершенный учебно-боевой истребитель VEF I-16.

## Лётно-технические характеристики I-15B
Источник данных: Air International , январь 1979 г.

Технические характеристики
- Экипаж: 1 чел.
- Длина: 7,10 м
- Размах крыла: 8,00 м
- Высота: 2,10 м
- Площадь крыла: 10,77 м²
- Масса пустого: 750 кг
- Максимальная взлётная масса: 960 кг
- Силовая установка: 1 × ПД 1 × de Havilland Gipsy Six II-ой серии
- Мощность двигателей: 1 × 220 л. с.

Лётные характеристики
- Максимальная скорость: 331 км/ч
- Крейсерская скорость: 300 км/ч
- Практическая дальность: 610 км
- Практический потолок: 7000 м

Вооружение
- Стрелково-пушечное: 1 × пулемет